# Богданово (Харьковская область)
Богданово (укр. Богданове), село, 
Гавриловский сельский совет,
Изюмский район,
Харьковская область.
Код КОАТУУ — 6320481503. Население по переписи 2001 г. составляет 67 (34/33 м/ж) человек.

## Географическое положение
Село Богданово находится рядом с селом Котовка, в 3-х км железнодорожная станция Ветерок.
Вокруг села несколько запруд.

## Экономика
В селе была молочно-товарная ферма, в настоящий момент разрушена.